# Dendrocerus
Genre
Dendrocerus est un genre de guêpes de la famille des Megaspilidae. Ce sont des hyperparasitoïdes obligatoires qui parasitent d'autres guêpes parasitoïdes.

## Systématique
Le genre Dendrocerus a été créé en 1852 par la naturaliste allemand Julius Theodor Christian Ratzeburg (1801-1871).

## Liste des espèces
Selon BioLib (6 novembre 2021) :
- Dendrocerus aberrans Alekseev, 1994
- Dendrocerus acrossopteryx Dessart, 1985
- Dendrocerus aequatorialis Dessart, 1999
- Dendrocerus africanus (Risbec, 1958)
- Dendrocerus alaskensis (Ashmead, 1902)
- Dendrocerus aliberti (Risbec, 1950)
- Dendrocerus aloha Dessart, 1994
- Dendrocerus amamensis Takada, 1974
- Dendrocerus americanus (Ashmead, 1893)
- Dendrocerus angustus Dessart, 1999
- Dendrocerus anneckei Dessart, 1985
- Dendrocerus anomaliventris (Ashmead, 1893)
- Dendrocerus antennalis (Kieffer, 1907)
- Dendrocerus aphidum (Rondani, 1877)
- Dendrocerus applanatus Dessart, 1972
- Dendrocerus araucanus Dessart, 1999
- Dendrocerus australicus (Dodd, 1914)
- Dendrocerus basalis (Thomson, 1859)
- Dendrocerus bifoveatus (Kieffer, 1907)
- Dendrocerus bispinosus (Kieffer, 1907)
- Dendrocerus caelebs Dessart, 1999
- Dendrocerus californicus (Ashmead, 1893)
- Dendrocerus carpenteri (Curtis, 1829)
- Dendrocerus castaneus (Kieffer, 1907)
- Dendrocerus chilocori (Ishii, 1951)
- Dendrocerus chloropidarum Dessart, 1990
- Dendrocerus ciuthan Dessart, 1994
- Dendrocerus constrictus (Brues, 1909)
- Dendrocerus conwentziae Gahan, 1919
- Dendrocerus cyclopeus Dessart, 1995
- Dendrocerus dalhousieanus Sharma, 1983
- Dendrocerus dauricus (Chumakova, 1956)
- Dendrocerus dubitatus Brues, 1937 †
- Dendrocerus ergensis (Ghesquiere, 1960)
- Dendrocerus femoralis Dodd, 1914
- Dendrocerus flavipennis (Kieffer, 1907)
- Dendrocerus flavipes Kieffer, 1907
- Dendrocerus floridanus (Ashmead, 1881)
- Dendrocerus fulvaster Alekseev, 1994
- Dendrocerus hadrophthalmus Dessart, 1994
- Dendrocerus halidayi (Curtis, 1829)
- Dendrocerus henkvlugi Dessart, 1975
- Dendrocerus incertissimus Dessart, 1999
- Dendrocerus indicus (Mani, 1939)
- Dendrocerus katmandu Dessart, 1999
- Dendrocerus koyamae (Ishii, 1951)
- Dendrocerus laevis (Ratzeburg, 1852)
- Dendrocerus laticeps (Hedicke, 1929)
- Dendrocerus latifrons (Muesebeck, 1959)
- Dendrocerus leucopidis (Muesebeck, 1959)
- Dendrocerus liebscheri Dessart, 1972
- Dendrocerus mexicali Dessart, 1999
- Dendrocerus molestus Dessart, 1999
- Dendrocerus mucronifer Dessart, 1999
- Dendrocerus natalicius Dessart, 1985
- Dendrocerus natalicus Dessart, 1985
- Dendrocerus noumeae Dessart, 1967
- Dendrocerus omostenus Dessart, 1979
- Dendrocerus ornatus (Dodd, 1914)
- Dendrocerus pacificus (Ashmead, 1893)
- Dendrocerus pallipes (Harrington, 1899)
- Dendrocerus papu Dessart, 1999
- Dendrocerus paradoxus Dessart & Gaerdenfors, 1985
- Dendrocerus penmaricus (Ashmead, 1893)
- Dendrocerus perlucidus Alekseev, 1983
- Dendrocerus phallocrates Dessart, 1987
- Dendrocerus picipes (Ashmead, 1893)
- Dendrocerus propodealis Dessart, 1973
- Dendrocerus psyllarum Dessart, 1983
- Dendrocerus punctativentris (Dodd, 1914)
- Dendrocerus punctipes (Boheman, 1832)
- Dendrocerus pupparum (Boheman, 1832)
- Dendrocerus pykarus Sharma, 1983
- Dendrocerus ramicornis (Boheman, 1832)
- Dendrocerus rectangularis (Kieffer, 1907)
- Dendrocerus remaudierei Dessart, 1974
- Dendrocerus riograndensis Pezzini & Köhler, 2014
- Dendrocerus rodhaini (Bequaert, 1913)
- Dendrocerus rosularum (Ratzeburg, 1852)
- Dendrocerus rufipes (Thomson, 1858)
- Dendrocerus rufiventris (Ashmead, 1887)
- Dendrocerus sanmateoensis Dessart, 1966
- Dendrocerus sergii Alekseev, 1994
- Dendrocerus serricornis (Boheman, 1832)
- Dendrocerus sexdentatus (Ashmead, 1893)
- Dendrocerus solarii (Kieffer, 1907)
- Dendrocerus sordidus Dodd, 1914
- Dendrocerus splendidus (Dodd, 1914)
- Dendrocerus stigma (Nees von Esenbeck, 1834)
- Dendrocerus stigmatus (Say, 1836)
- Dendrocerus subtruncatus (Kieffer, 1907)
- Dendrocerus sylviae Dessart & Cancemi, 1987
- Dendrocerus tibialis Dessart, 1995
- Dendrocerus triticum (Taylor, 1860)
- Dendrocerus ulmicola Dessart & Gaerdenfors, 1985
- Dendrocerus variegatus Dodd, 1914
- Dendrocerus variipes Dodd, 1914
- Dendrocerus wollastoni (Dodd, 1920)
- Dendrocerus zhelochovtsevi Alekseev, 1979
- Dendrocerus zoticus Dessart, 1995